# Constitución de Turkmenistán

Actual escudo de Turkmenistán

La Constitución de Turkmenistán aprobada el 18 de mayo de 1992 es la ley suprema de Turkmenistán (artículo 5). En su preámbulo, la Constitución hace hincapié en la autodeterminación del pueblo turcomano, así como en el estado de derecho y los derechos de los ciudadanos.
La constitución de 1992 fue enmendada en 1995, 1999, 2003 y 2006. Fue enmendado el 26 de septiembre de 2008, aboliendo el Consejo del Pueblo de 2500 miembros (Halk Maslahaty) y ampliando la Asamblea (Mejlis) de 65 a 125 miembros.
En 2016, se modificó la constitución del país. Se agregaron 28 artículos, que reflejan los nuevos principios de la política exterior de Turkmenistán, así como disposiciones concretas de crédito económico y financiero.